# Jenny Kammersgaards gigantiske Østersøsvømning
Jenny Kammersgaards gigantiske Østersøsvømning er en dansk dokumentarfilm fra 1937.

## Handling
Denne artikel mangler et handlingsreferat. Hjælp os med at skrive det.